# Franciscus Janssens

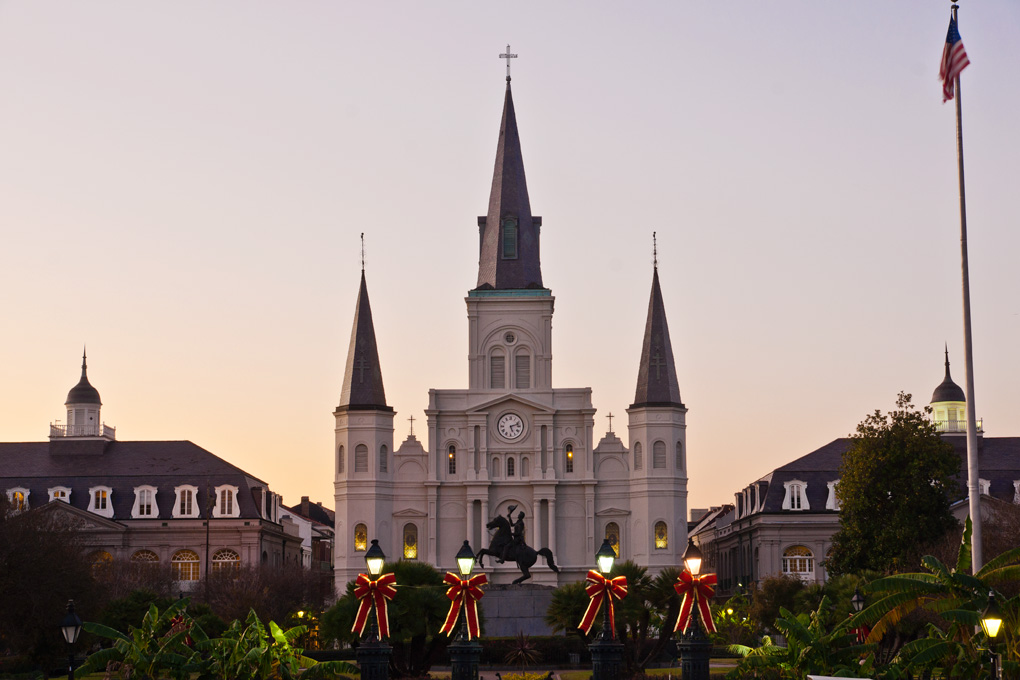
Saint Louis Cathedral, New Orleans

Franciscus Augustinus Antonius Janssens (Tilburg, 17 oktober 1843 – V.S., 9 juni 1897) was een Nederlands geestelijke van de Rooms-Katholieke Kerk, die als missionaris werkzaam was in de Verenigde Staten. Hij werd bisschop van Natchez (1881-1888) en aartsbisschop van New Orleans (1888–1897).

## Opleiding
Janssens werd geboren als zoon van Cornelis Janssens en Josephine A.M. Dams. Hij zat op school bij de Fraters van Tilburg en studeerde vervolgens aan de seminaries van Beekvliet en Haaren (van 1856 tot 1866). Op 21 december 1867 werd hij tot priester gewijd aan het Amerikaans College in Leuven. Dit college onderhield nauwe banden met de Verenigde Staten waar een groot priestertekort was. Zoals velen in die tijd vertrok ook Janssens kort na zijn wijding naar Amerika. 

## Carrière
In september 1868 arriveerde hij in Richmond, Virginia, alwaar hij in 1870 rector werd van het klooster. 
In 1881 werd Janssens door Paus Leo XIII benoemd tot vierde bisschop van Natchez, Mississippi, waartoe hij werd ingewijd door aartsbisschop Gibbons. Kort na zijn bisschopswijding maakte mgr. Janssens een reis naar Tilburg om zijn bejaarde moeder en andere familie en vrienden te bezoeken. Hij werd er feestelijk en met veel egards onthaald. Als bisschop voltooide Janssens de bouw van de kathedraal van St. Petrus de Apostel, die veertig jaar eerder was begonnen.

### Aartsbisschop
In 1888 promoveerde Janssens tot vierde aartsbisschop van New Orleans, Louisiana. Als Nederlander zou hij een brug kunnen slaan tussen de verschillende priesters van Franse, Ierse en Duitse afkomst, zo was de gedachte. Daarnaast stond hij bekend als iemand die zijn zaakjes goed op orde had, als telg uit een familie van zakenlieden. Tijdens zijn ambtstermijn als aartsbisschop riep Janssens eenmaal een synode bijeen, stichtte vijfentwintig missieposten (parochies, met parochiescholen), een kleinseminarie (voortgezet godsdienstonderwijs) en een instituut voor doven en stommen. Daarnaast heeft hij het financiële tekort dat de vorige aartsbisschop achterliet aanzienlijk teruggebracht (van $324.759 tot $130.000).

### Native-Americans
Het 'bekeren van indianen' stond bij de jonge Janssens hoog op het verlanglijstje, zoals dat bij alle nieuwe missionarissen het geval was. Waar in Virginia nauwelijks Native-Americans te vinden waren geweest, bleken in Mississippi echter nog wel een paar stammen in de naaldwouden te wonen. Het waren Choctaws en Janssens richtte onder hen een missiepost op. Via een artikel in De Tijd kreeg hij contact met de Delftse priester Benjamin Bekkers. Deze ging die missie leiden en zorgde er ook voor dat er zusters kwamen om hem te helpen. Janssens bezocht 'zijn' Choktaws regelmatig en trakteerde ze dan op een barbecue.

### Afro-Americans
Janssens ambtstermijn omvatte de periode van de verharding van de rassenscheiding tussen de blanke Amerikanen en de Afro-Amerikanen na de afschaffing van de slavernij. De voormalige slaven werden allerminst als gelijken geaccepteerd door hun vroegere meesters. Janssens stichtte daarom voor de Afro-Amerikanen eigen parochies. Maar de onderlinge strijd tussen de christelijke gezindten speelde ook mee. Janssens: "Er is niets in mijn bisdom dat me meer zorgen baart dan onze gekleurde mensen; om te zien wat er door de protestanten wordt gedaan om ze te vangen en hoe vaak ze slagen." Janssens geloofde dat de Afro-Amerikanen alleen door middel van aparte parochies binnen de katholieke kerk zouden blijven en zo hun eigen ontwikkeling zouden vormgeven, net zoals dat het geval was bij de Ierse en Duitse immigranten. In 1895 richtte Janssens St. Katharine's Church op, een eerste parochie voor zwarte katholieken. Kerkbezoek was niet verplicht, maar optioneel. Janssens uitte daarbij de hoop "dat eenieder op een bankje waar dan ook in de kerk kon zitten".

## Overlijden
Janssens heeft zijn ambt uitgevoerd tot 1897, het jaar waarin hij, ondanks een zwakke gezondheid, tijdelijk naar Nederland wilde terugkeren. Aan boord van het stoomschip de 'Creole', op weg naar New York, overleed Janssens, 53 jaar oud. Hij zou een zeemansgraf gekregen hebben als een passerend schip, de 'Hudson', zijn lichaam niet had overgenomen en teruggevoerd naar land. Janssens werd begraven in de St. Louis Cathedral te New Orleans. 

## Muzikale erfenis / nagedachtenis
- Al in zijn opleiding bleek dat Franciscus Janssens een muzikaal talent had. Hij besteedde dan ook veel aandacht aan de koren van de kerken die hij bediende.[5] Een van Janssens' opvolgers, zijn neef Alphons Janssens (1865-1951), vanaf 1900 pastoor te New Orleans, bracht in 1910 de eerste wasrollen met jazzmuziek naar Nederland (die verloren zijn gegaan) en daarna de eerste jazzplaten. Alphons Janssens was de peetoom van jazzpionier Max Goijarts (1907-1975). Bij zijn verschillende bezoeken aan Tilburg enthousiasmeerde Alphons de kleine Max voor deze nieuwe, van gospel afgeleide muziek.[10]
- De Heuvelse kerk te Tilburg, parochiekerk van de familie Janssens, heeft een marmeren gedenkplaat te zijner nagedachtenis.[7]
- Tilburg kent ook een Bisschop Janssensstraat, in de 'bisschoppenbuurt' in oud-noord.

- Gemeinsame Normdatei: 119181878
- International Standard Name Identifier: 0000 0000 4270 0145
- Library of Congress Control Number: no92016614
- Nederlandse Thesaurus van Auteursnamen: 103955275
- SNAC: w64763g8
- Système universitaire de documentation: 259593206
- Virtual International Authority File: 10650322
- WorldCat: E39PBJwxKwcWtC8dmJPQjKxkXd